# 乳酸ストロンチウム
乳酸ストロンチウム（にゅうさんストロンチウム、Strontium lactate）は、ストロンチウムと乳酸の塩で、化学式はC6H10O6Srである。この塩は、安定で非放射性である。

## 合成
乳酸ストロンチウムは、希乳酸を炭酸ストロンチウムまたは水酸化ストロンチウムで中和し、得られた溶液を蒸発、乾燥させることで得られる。

## 物理的性質
この化合物は、白色の粉末である。水に可溶である。

## 利用
骨粗鬆症の治療及び骨や歯のサポートのためのサプリメントとして用いられている。